# Nuoto ai Giochi della XXIV Olimpiade - 100 metri rana femminili

## Record
Prima di questa competizione, il record del mondo (WR) e il record olimpico (OR) erano i seguenti.
|                 | 1'07"91 | Silke Hörner Germania Est | 21 agosto 1987 Strasburgo, Francia |
| Record olimpico |         |                           |                                    |

Durante l'evento sono stati migliorati i seguenti record:
| Data         | Evento      | Atleta            | Nazione      | Tempo   | Record          |
| ------------ | ----------- | ----------------- | ------------ | ------- | --------------- |
| 23 settembre | 4ª batteria | Tania Dangalakova | Bulgaria     | 1'08"35 | Record olimpico |
| 23 settembre | 6ª batteria | Silke Hoerner     | Germania Est | 1'08"35 | Record olimpico |
| 23 settembre | Finale      | Tania Dangalakova | Bulgaria     | 1'07"95 | Record olimpico |

## Batterie
Si sono svolte 6 batterie di qualificazione. Le prime 8 atlete si sono qualificate per la finale A, le successive 8 hanno invece disputato la finale B.
| #  | Batteria | Atleta                   | Nazionalità      | Tempo   | Note |
| -- | -------- | ------------------------ | ---------------- | ------- | ---- |
| 1  |          | Tania Dangalakova        | Bulgaria         | 1:08.35 | Q    |
| 2  |          | Silke Hoerner            | Germania Est     | 1:08.35 | Q    |
| 3  |          | Allison Higson           | Canada           | 1:09.39 | Q    |
| 4  |          | Elena Volkova            | Unione Sovietica | 1:09.86 | Q    |
| 5  |          | Antoaneta Frenkeva       | Bulgaria         | 1:10.09 | Q    |
| 6  |          | Tracey Mcfarlane         | Stati Uniti      | 1:10.59 | Q    |
| 7  |          | Annett Rex               | Germania Est     | 1:10.61 | Q    |
| 8  |          | Xiaomin Huang            | Cina             | 1:10.78 | Q    |
| 9  |          | Svetlana Kouzmina        | Unione Sovietica | 1:10.83 | q    |
| 10 |          | Keltie Duggan            | Canada           | 1:10.95 | q    |
| 11 |          | Ingrid Lempereur         | Belgio           | 1:11.00 | q    |
| 12 |          | Susan Johnson            | Stati Uniti      | 1:11.09 | q    |
| 13 |          | Gabriella Csepe          | Ungheria         | 1:11.10 | q    |
| 14 |          | Manuela Dalla Valle      | Italia           | 1:11.25 | q    |
| 15 |          | Lara Hooiveld            | Australia        | 1:11.40 | q    |
| 16 |          | Susannah Brownsdon       | Regno Unito      | 1:11.66 | q    |
| 17 |          | Linda Moes               | Paesi Bassi      | 1:11.84 |      |
| 18 |          | Sung-Won Park            | Corea del Sud    | 1:12.32 |      |
| 19 |          | Dorota Chylak            | Polonia          | 1:12.38 |      |
| 20 |          | Margaret Hohmann         | Regno Unito      | 1:12.67 |      |
| 21 |          | Brigitte Becue           | Belgio           | 1:12.90 |      |
| 22 |          | Britta Dahm              | Germania Ovest   | 1:12.98 |      |
| 23 |          | Ragneidur Runnolfsdottir | Islanda          | 1:13.01 |      |
| 24 |          | Pascaline Louvrier       | Francia          | 1:13.21 |      |
| 25 |          | Yoshie Nishioka          | Giappone         | 1:13.36 |      |
| 26 |          | Virginie Bojaryn         | Francia          | 1:13.55 |      |
| 27 |          | Chen Huiling             | Cina             | 1:13.65 |      |
| 28 |          | Karen Horning            | Perù             | 1:14.03 |      |
| 29 |          | Nancy Arendt             | Lussemburgo      | 1:14.99 |      |
| 30 |          | Patricia Bruelhart       | Svizzera         | 1:15.00 |      |
| 31 |          | Kornelia Stawicka        | Polonia          | 1:15.41 |      |
| 32 |          | Carwai Seto              | Taipei cinese    | 1:15.47 |      |
| 33 |          | Alicia Maria Boscatto    | Argentina        | 1:15.67 |      |
| 34 |          | Hiroko Nagasaki          | Giappone         | 1:16.63 |      |
| 35 |          | Sigrid Niehaus           | Costa Rica       | 1:16.65 |      |
| 36 |          | Montserrat Hidalgo       | Costa Rica       | 1:18.42 |      |
| 37 |          | Valentina Aracil         | Argentina        | 1:19.60 |      |
| 38 |          | Dipika Chanmugam         | Sri Lanka        | 1:20.18 |      |
| 39 |          | Y.F. Kim Berly Chen      | Taipei cinese    | 1:20.95 |      |
| 40 |          | Katerine Moreno          | Bolivia          | 1:22.62 |      |
| 41 |          | Ana Martins              | Angola           | 1:24.01 |      |
| 42 |          | Nadia Cruz               | Angola           | 1:24.46 |      |
| -  |          | Heike Esser              | Germania Ovest   | NP      |      |
| -  |          | Annemarie Munk           | Hong Kong        | NP      |      |

## Finale B
| Posizione | Atleta              | Paese            | Tempo   | Note |
| --------- | ------------------- | ---------------- | ------- | ---- |
| 1         | Svetlana Kouzmina   | Unione Sovietica | 1:10.42 |      |
| 2         | Keltie Duggan       | Canada           | 1:10.58 |      |
| 3         | Ingrid Lempereur    | Belgio           | 1:10.86 |      |
| 4         | Manuela Dalla Valle | Italia           | 1:10.95 |      |
| 5         | Susan Johnson       | Stati Uniti      | 1:11.08 |      |
| 6         | Gabriella Csepe     | Ungheria         | 1:11.24 |      |
| 7         | Lara Hooiveld       | Australia        | 1:11.26 |      |
| 8         | Susannah Brownsdon  | Regno Unito      | 1:11.95 |      |

## Finale A
| Posizione | Atleta             | Paese            | Tempo   | Note            |
| --------- | ------------------ | ---------------- | ------- | --------------- |
| Oro       | Tania Dangalakova  | Bulgaria         | 1:07.95 | Record olimpico |
| Argento   | Antoaneta Frenkeva | Bulgaria         | 1:08.74 |                 |
| Bronzo    | Silke Hoerner      | Germania Est     | 1:08.84 |                 |
| 4         | Allison Higson     | Canada           | 1:08.86 |                 |
| 5         | Elena Volkova      | Unione Sovietica | 1:09.24 |                 |
| 6         | Tracey Mcfarlane   | Stati Uniti      | 1:09.60 |                 |
| 7         | Xiaomin Huang      | Cina             | 1:10.53 |                 |
| 8         | Arinett Rex        | Germania Est     | 1:10.67 |                 |